# 静的型付け
静的型付け（せいてきかたづけ、英: static typing）は、値やオブジェクトの型安全性を、コンパイル時に検証するというコンピュータプログラミングの型システムの方法である。型の検査はソースコードの解析によって行われる。変数代入、変数束縛、関数適用、型変換といったプログラム記述箇所での型安全性がチェックされる。型エラーの場合は、コンパイルエラーに繋げられることが多い。
対義語は動的型付けであり、こちらでは値やオブジェクトの型安全性を実行時に検証する。型の検査はランタイムシステムの実行時型情報（RTTI）の照会などによる実行時プロセス上の解析で行われる。

## 概要
プログラミング言語で書かれたプログラムにおいて、変数や、サブルーチンの引数や返り値などの値について、その型が、コンパイル時など、そのプログラムの実行よりも前にあらかじめ決められている、という型システムの性質のことである。
また、そのような性質の言語を、静的型付き言語（せいてきかたつきげんご、英: statically typed language）という。これに対し、型は実行時の実際の値による、というのが動的型付けである。型推論を利用していて、構文上は型の記述が省略可能な言語もあるが、そういった言語も静的型付けである（MLなど）。
一口に静的型と言ってもその実体は言語により様々である。手続き型のオブジェクト指向言語の多くでは、静的に型が付いていても、キャストなどによりインスタンスの妥当性は保証されない。より制限の強い言語であっても、ミュータブルな値により不正参照などのリスクが残されている。また静的型でもリフレクションを多用する設計を行うと、実質的に動的型とほとんど変わらないスタイルになることから、静的と動的の境目は必ずしも明確でない場合があるといえる。